# 天仙镇 (泸州市)
天仙镇，是中华人民共和国四川省泸州市纳溪区下辖的一个乡镇级行政单位。2019年12月，撤销渠坝镇，将其所属行政区域划归天仙镇管辖。

## 行政区划
天仙镇下辖以下地区：
花背溪社区、牟观村、观音村、将军村、文登村、紫阳村、兴长村、黄家村和银罗村。

## 中国传统村落
2013年8月，观音乐道古村被评为第二批中国传统村落。